# リザンテス属
リザンテス属（リザンテスぞく、学名: Rhizanthes）は、葉、茎、根、光合成組織のない寄生植物であり、ブドウ科ミツバカズラ属の植物の根に寄生して生育する。4 種あり、南アジアおよび東南アジアの熱帯雨林に自生している。直径14 - 43 cmの花を咲かせる。リザンテス属の1種であるRhizanthes lowii は、内温性の植物である。自ら発熱するだけでなく、自分自身の温度を調節するというまれな能力をもつ。

## 種
- Rhizanthes deceptor
- Rhizanthes infanticida
- Rhizanthes lowii - キクザキラフレシア[3]
- Rhizanthes zippelii